# Tuite
La tuite è un minerale.